# Sakura Maioriru Koro, Namidairo
Singles de Nanase Aikawa
Fine Fine Day
(2010)
Sakura Maioriru Koro, Namidairo est le 30e single de Nanase Aikawa et son 1er en collaboration avec Mayo Okamoto, sorti sous le label Avex Trax le 5 mars 2014 au Japon. Il atteint la 72e place du classement de l'Oricon et reste classé pendant une semaine.

## Liste des titres
| 1. | Sakura Maioriru Koro, Namidairo feat.mayo (桜舞い降りる頃、涙色)                                           |  |
| 2. | Sakura Maioriru Koro, Namidairo feat.nanase (桜舞い降りる頃、涙色)                                         |  |
| 3. | Sakura Maioriru Koro, Namidairo feat.mayo (Original Karaoke) (桜舞い降りる頃、涙色 (オリジナルカラオケ))   |  |
| 4. | Sakura Maioriru Koro, Namidairo feat.nanase (Original Karaoke) (桜舞い降りる頃、涙色 (オリジナルカラオケ)) |  |

| 1. | Sakura Maioriru Koro, Namidairo feat.mayo (PV) (桜舞い降りる頃、涙色) |  |